# Trans-Am Series
De Trans-Am Series is een racecompetitie voor muscle cars. De raceklasse zag het levenslicht als Trans-American Sedan Championship in 1966. Dit kampioenschap is een supportrace voor de Champ Car.

## Geschiedenis
In de eerste editie van Trans-Am waren er twee klasses: U2, onder 2.0L (europese auto's) en boven 2.0L (tot 5.0L). 
De eerste race was in 1966 op de Sebring International Raceway. De race werd gewonnen door Jochen Rindt in een Alfa Romeo (minder dan 2.0L). De tweede race dat weekend was vol tragedie. Bob McLean kwam om in een crash. Er kwamen ook 4 toeschouwers om toen Mario Andretti en Don Wester crashten en in het publiek belandden.
In 1969 werd het kampioenschap gedomineerd door Mark Donahue met zijn Chevrolet Camaro. Hij haalde tussen 1967 en 1970 20 overwinningen. 
In 1969 werd de U2 klasse verandert van onder 2.0L naar 2.5L. Door deze verandering kregen auto's als Porsche 911, Alfa Romeo GTV en later Datsun 510 betere kansen. 
Vanaf 1976 tot 2004 werden de Series georganiseerd door de FIA en het SCCA Club Racing. Tussen 1966 en 2006 de Trans-Am Series geen officieel SCCA-kampioenschap.
Vanaf 2000 deden meer exotische niet-Amerikaanse auto's mee. Deze auto's werden steeds succesvoller en wonnen het kampioenschap ook een aantal keer.

## Kampioenen
| Jaar  | Coureur                   | Auto              |
| ----- | ------------------------- | ----------------- |
| 1966* | Horst Kwech Gaston Andrey | Alfa Romeo GTA    |
| 1967* | Jerry Titus               | Ford Mustang      |
| 1968* | Mark Donohue              | Chevrolet Camaro  |
| 1969* | Mark Donohue              | Chevrolet Camaro  |
| 1970* | Parnelli Jones            | Ford Mustang      |
| 1971  | Mark Donohue              | AMC Javelin       |
| 1972  | George Follmer            | AMC Javelin       |
| 1973  | Peter Gregg               | Porsche 911       |
| 1974  | Peter Gregg               | Porsche 911       |
| 1975  | John Greenwood            | Corvette          |
| 1976  | Jocko Maggiacomo (Cat 1)  | AMC Javelin       |
| 1976  | George Follmer (Cat 2)    | Porsche 934       |
| 1977  | Bob Tullis (Cat 1)        | Jaguar XJS        |
| 1977  | Ludwig Heimrath (Cat 2)   | Porsche 934       |
| 1978  | Bob Tullis (Cat 1)        | Jaguar XJS        |
| 1978  | Greg Pickett (Cat 2)      | Corvette          |
| 1979  | Gene Bothello (Cat 1)     | Corvette          |
| 1979  | John Paul sr. (Cat 2)     | Porsche 935       |
| 1980  | John Bauer                | Porsche 911       |
| 1981  | Eppie Wietzes             | Corvette          |
| 1982  | Elliott Forbes-Robinson   | Pontiac Firebird  |
| 1983  | David Hobbs               | Corvette          |
| 1984  | Tom Gloy                  | Mercury Capri     |
| 1985  | Wally Dallenbach jr.      | Mercury Capri     |
| 1986  | Wally Dallenbach jr.      | Merkur XR4Ti      |
| 1987  | Scott Pruett              | Merkur XR4Ti      |
| 1988  | Hurley Haywood            | Audi Quattro      |
| 1989  | Dorsey Schroeder          | Ford Mustang      |
| 1990  | Tommy Kendall             | Chevrolet Beretta |
| 1991  | Scott Sharp               | Chevrolet Camaro  |
| 1992  | Jack Baldwin              | Chevrolet Camaro  |
| 1993  | Scott Sharp               | Chevrolet Camaro  |
| 1994  | Scott Pruett              | Chevrolet Camaro  |
| 1995  | Tommy Kendall             | Ford Mustang      |
| 1996  | Tommy Kendall             | Ford Mustang      |
| 1997  | Tommy Kendall             | Ford Mustang      |
| 1998  | Paul Gentilozzi           | Chevrolet Camaro  |
| 1999  | Paul Gentilozzi           | Ford Mustang      |
| 2000  | Brian Simo                | Qvale Mangusta    |
| 2001  | Paul Gentilozzi           | Jaguar XKR        |
| 2002  | Boris Said                | Panoz Esperante   |
| 2003  | Scott Pruett              | Jaguar XKR        |
| 2004  | Paul Gentilozzi           | Jaguar XKR        |
| 2005  | Klaus Graf                | Jaguar XKR        |
| 2006* | Paul Gentilozzi           | Jaguar XKR        |